# Лосевская волость (Великолукский уезд)
Лосевская волость — административно-территориальная единица в составе Великолукского уезда Псковской губернии, в том числе в РСФСР в 1924 — 1927 годах. Центром было село Лосево.
В рамках укрупнения дореволюционных волостей губернии, новая Лосевская волость была образована в соответствии с декретом ВЦИК от 10 апреля 1924 года и оставлена с прежним названием и в прежних (дореволюционных) границах и разделена на 2 сельсовета: Лосевский и Черпесской. В октябре 1925 года образован Новый сельсовет.
В рамках ликвидации прежней системы административно-территориального деления РСФСР (волостей, уездов и губерний), Лосевская волость была упразднена в соответствии с Постановлением Президиума ВЦИК от 1 августа 1927 года, а её территория была включена в состав Великолукского района Великолукского округа Ленинградской области.